# Эспиноса, Елена
Еле́на Эспино́са Манга́на (исп. Elena Espinosa Mangana; род. 21 марта 1960, Оренсе) — испанский политик, член ИСРП.

## Биография
Елена Эспиноса получила экономическое образование, окончила факультет экономики и делового администрирования в Университета Сантьяго-де-Компостелы. Начала профессиональную деятельность с должности администратора центральной больницы галисийского города Виго, далее работала в отделе промышленного развития мэрии Виго, в 1988—1996 годах возглавляла администрацию порта Виго. В 1996—1998 годах занимала должность советника Галисийского медицинского института. В 1998—2004 годах Эспиноса работала финансовым директором филиала компании Grupo Rodman. После победы партии на парламентских выборах 2004 года Эспиноса возглавляла в правительстве Сапатеро министерство сельского хозяйства и рыболовства', которое впоследствии вошло в состав министерства окружающей среды. 20 октября 2010 года на посту министра окружающей среды Испании её сменила Роса Агилар. В 2008—2011 годах — депутат нижней палаты испанского парламента от Оренсе.